# JL-2
JL-2 é um linha de mísseis balísticos intercontinentais da China, tendo duas fases e provavelmente entrou em serviço em 2009, tem um alcance de 7.200 a 8 mil quilômetros, e o sucessor do JL-1.

## Historia
O JL-2 foi projetado para levar múltiplas ou uma única ogiva, essas ogivas rendem de 25 quilotons a 1 megatons de TNT, o designer foi Huang Heilu, o seu alcance lhe permite atingir o Hawai, Alasca, Rússia, Índia entre outros.

 

## Novidade
Em meados dos anos de 1980 um estudante chinês Wang Zhenhua, propôs emprementar apenas 2 fases, todos os mísseis daquela época tinha três fases: 1 fase de impulso, 2 fase de curso medio, 3 fase terminal.
Na teoria do Wang, poderia-se juntar as fases 1 e 2, em uma única fase, essa teoria foi adotada no JL-2.